# Тоскано-Романьские Апеннины
Тоскано-Романьские Апеннины (итал. Appennino tosco-romagnolo) — горная система в Италии, часть Северных Апеннин.
Тоскано-Романьские Апеннины расположены на территории исторических регионов Тоскана, Романья (с Сан-Марино) и Монтефельтро. На северо-западе перевал Фута отделяет их от Тоскано-Эмилианских Апеннин, на юге за долинами рек Тибр и Метауро начинаются Центральные Апеннины (ит.), на востоке за горами Альпе-делла-Луна (ит.) располагаются Умбрийско-Маркские Апеннины (ит.).
Высочайшей вершиной Тоскано-Романьских Апеннин является гора Монте-Фалько (ит., 1658 м), находящаяся на стыке провинций Ареццо, Флоренция и Форли-Чезена.

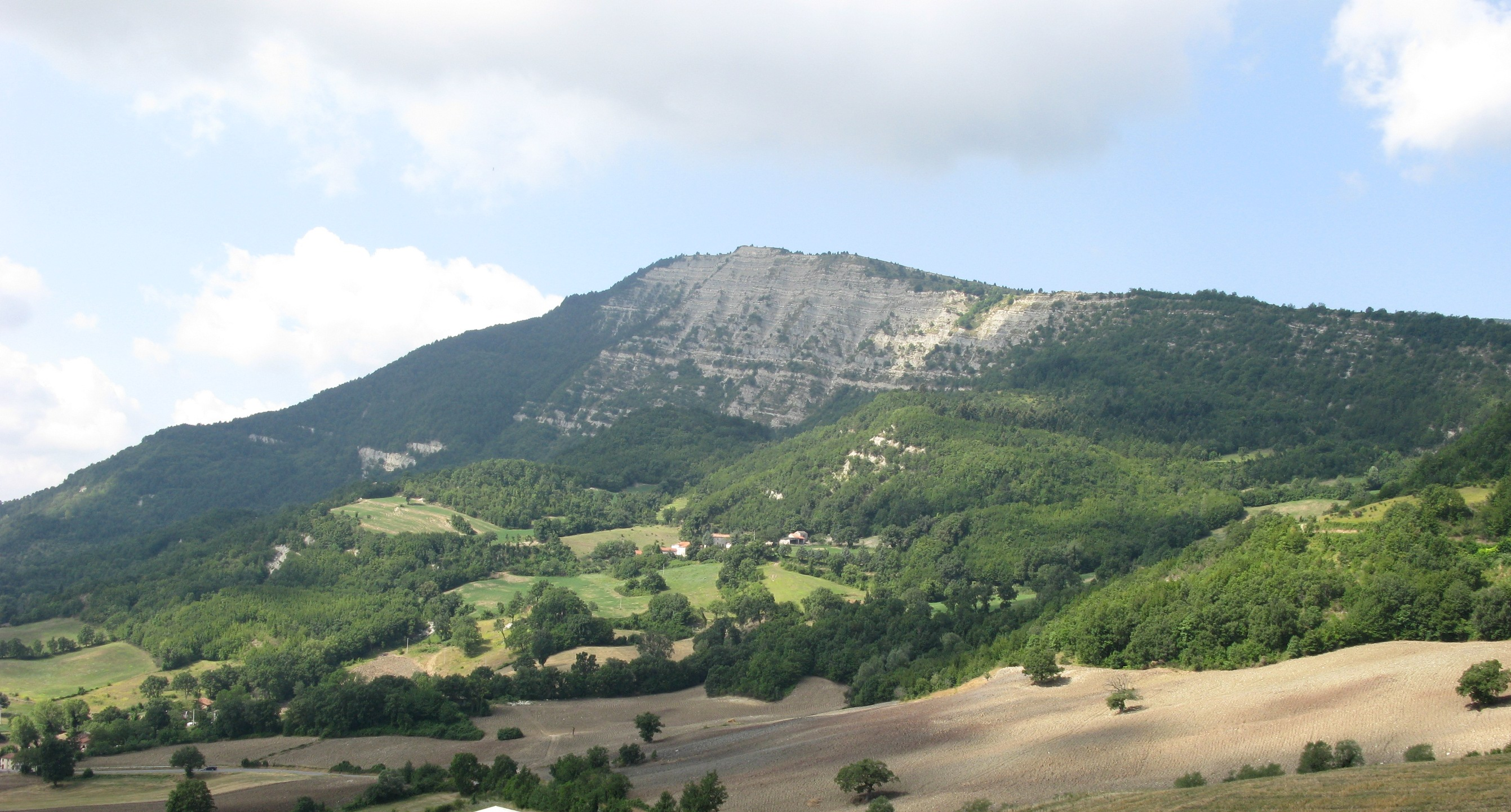
Монте-Карпеньа (ит.)